# Исаков, Сапар Джумакадырович
Сапа́р Джумакады́рович Иса́ков (род. 29 июля 1977 года, Фрунзе, Киргизская ССР, СССР) — киргизский государственный и политический деятель, 22-й премьер-министр Кыргызстана (2017—2018). Руководитель Аппарата президента Кыргызстана (2017). Член политического совета Социал-демократической партии Кыргызстана.

## Биография
Родился 29 июля 1977 года в городе Фрунзе Киргизской ССР в семье служащих, родители по национальности киргизы.
Отец – Исаков Джумакадыр родился 27 августа 1939 года в селе Кочкорка Кочкорского района Нарынской области Киргизской ССР в семье колхозника. Долгое время работал на различных партийных должностях Джалал-Абадской и Ошской областях Киргизской ССР, депутат трех созывов Ошского областного совета народных депутатов. С 2005 года пенсионер.
Мать – Омурбаева Нургуль Сагындыковна 1954 года рождения, работала учителем английского языка в школе. В настоящее время пенсионерка.
В 1994 году окончил школу-гимназию № 16 имени 40 лет Киргизии в городе Ош, в 1999 году - Международный университет Кыргызстана по специальности «Международное право».
Трудовую деятельность начал в 1999 году преподавателем на кафедре Международного права Международного университета Кыргызстана. С 2006 по 2012 гг. преподаёт международное договорное право и переговорный процесс на кафедре Международного права Кыргызско-Российского Славянского Университета по совместительству.
В 2003 году поступает на дипломатическую службу Киргизской Республики. С 2003 по 2007 годы работает атташе, 3-м секретарём, 2-м секретарём и заведующим отделом двустороннего сотрудничества Международно-правового департамента Министерства иностранных дел Киргизской Республики.
В апреле 2007 года распоряжением премьер-министра Киргизской Республики А. Ш. Атамбаева назначен на должность заведующего отделом международного сотрудничества Аппарата правительства Киргизской Республики. С августа 2007 года заведующий отделом внешних связей Аппарата правительства Киргизской Республики.
С октября 2009 по апрель 2010 года работает в должности руководителя службы коммуникаций Центрального Агентства Киргизской Республики по развитию, инвестициям и инновациям.
В мае 2010 года назначен заведующим отделом внешней политики Аппарата Временного правительства Киргизской Республики, в августе того же года возглавил отдел внешней политики Администрации президента Киргизской Республики.
29 декабря 2011 года переходит на работу в Аппарат правительства Киргизской Республики заведующим отделом внешней политики в ранге заместителя Руководителя Аппарата.
С декабря 2012 работал заведующим отделом внешней политики в ранге заместителя руководителя Аппарата президента Киргизской Республики, а затем первым заместителем Руководителя Аппарата.
1 марта 2017 года указом президента Киргизской Республики А.Ш. Атамбаева назначен руководителем Аппарата президента Киргизской Республики.
25 августа 2017 года депутаты Жогорку Кенеша избрали премьер-министром Киргизской Республики.  Участвовал в заседании совета глав государств СНГ в 2017 году.
19 апреля 2018 года президент Киргизской республики С. Жээнбеков подписал указ об отставке правительства во главе Сапара Исакова, в связи с вотумом недоверия парламента.
29 мая 2018 года Сапару Исакову предъявлено обвинение в коррупции. 5 июня Исаков был задержан сотрудниками правоохранительных органов в рамках расследования уголовного дела о коррупции.
6 декабря 2019 года по решению свердловского районного суда осужден на 15 лет с конфискацией имущества. Также был лишен дипломатического ранга, ордена "Манас" II степени, а также права занимать должности в государственных органах сроком на три года.
6 октября 2020 года после начала массовых протестов в Кыргызстане Сапара Исакова освободили из СИЗО Госкомитета нацбезопасности вместе с бывшим президентом А. Атамбаевым и еще рядом осужденных политиков. Обратно он возвращаться не стал и скрылся; уже новые власти объявили его в розыск.
Женат, отец четырех дочерей и двух сыновей.

## Награды

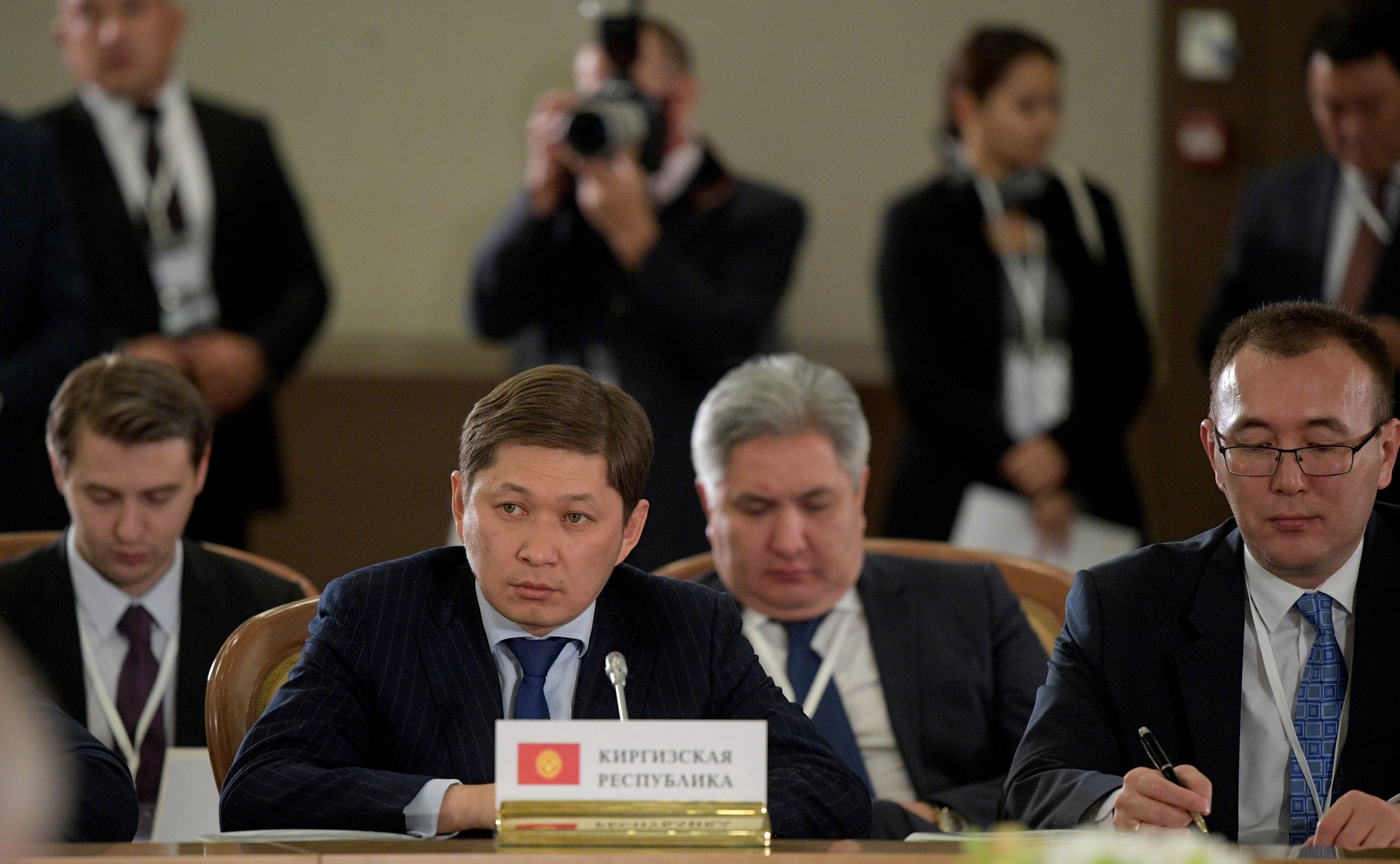
Сапар Исаков на заседании Высшего Евразийского экономического совета.
Россия, Сочи, 11 октября 2017 года

Государственные награды Киргизской Республики
- Орден «Манас» II степени, (18 июня 2016 года) — за большой вклад в защиту национальных интересов Кыргызской Республики[10]

Награды Правительства Киргизской Республики
- Почётная грамота Правительства Киргизской Республики (6 января 2017 года) – за особый вклад в организацию, подготовку и успешное проведение Вторых Всемирных игр кочевников, популяризацию историко-культурного наследия киргизского народа, укрепление международного престижа Киргизской Республики.

Ведомственные награды
- Медаль «За укрепление международного сотрудничества», Министерство обороны Киргизской Республики (2 октября 2012 года);
- Почетная грамота Министерства финансов Киргизской Республики (18 октября 2013 года);
- Медаль «70 лет Министерству иностранных дел Киргизской Республики» (17 октября 2014 года);
- Почетная грамота Министерства энергетики и промышленности Киргизской Республики (5 декабря 2014 года);
- Медаль «Шериктеш», Министерство внутренних дел Киргизской Республики (23 июня 2015 года);
- «Серебряный знак за служебные заслуги» 9-й Службы государственного комитета национальной безопасности Киргизской Республики (23 октября 2015 года);
- Нагрудный знак «Отличник экономики» (30 августа 2016 года);
- Нагрудный знак «Отличник государственной службы Киргизской Республики» (19 июня 2017 года).

Международные награды
- Юбилейная медаль «10 лет Шанхайской организации сотрудничества»;
- Юбилейная медаль «20 лет Договору о коллективной безопасности» (16 сентября 2013 года);
- Почетная грамота Организации Договора о коллективной безопасности, Решение Совета коллективной безопасности (23 декабря 2014 года).

Общественные награды
- Медаль «За заслуги перед ветеранской организацией «Боевое братство» Всероссийская общественная организация ветеранов «Боевое братство»;
- «Нагрудный знак ордена чести» II степени, Общероссийское общественное объединение «Ассоциация ветеранов и сотрудников службы безопасности» (7 июля 2016 года);
- Юбилейная медаль «За вклад в развитие текстильно-швейной отрасли», Ассоциация предприятий лёгкой промышленности Киргизской Республики (4 октября 2016 года).